# Luigi Bossi (patriota)
Luigi Bossi (Binasco, 1823 – Francia, 1870) è stato un militare e patriota italiano.

## Biografia
Nato a Binasco ma cresciuto a Pavia, Luigi Bossi fin da giovane abbracciò la carriera delle armi arruolandosi come ufficiale nell'esercito sabaudo.
Partecipò alla guerra del 1849, alla guerra di Crimea distinguendosi nella battaglia della Cernaia avvenuta il 16 agosto 1855 e nella guerra del 1859, con il grado di capitano, fu decorato della Legion d'onore francese  per il valore dimostrato nella battaglia di Palestro.
Nel 1860, lasciato l'esercito regio per dissidi con i suoi superiori, Bossi corse ad arruolarsi con i volontari di Garibaldi impegnati nella campagna dell'Italia meridionale. Maggiore comandante del 3º Reggimento della Brigata del colonnello Puppi poi Brigata "Sacchi", Bossi concluse la spedizione con il grado di tenente colonnello.
Con i preparativi  della terza guerra di indipendenza del 1866 fu nominato dalla Commissione militare tenente colonnello comandante del 7º reggimento del Corpo Volontari Italiani  di Giuseppe Garibaldi in fase di costituzione a Bari. Il 3 luglio  fu posto agli arresti e destituito dal comando da Garibaldi per aver fatto compiere al suo reggimento una marcia disastrosa da Brescia a Salò.
Nel 1867 s'infiltrò in incognito a Roma nel tentativo di porre in atto un colpo militare il 22 ottobre contro lo stato pontificio volto a unire la città al Regno d'Italia; piano che fallì miseramente a causa della mancata collaborazione della popolazione romana e che si concluse il 23 con la morte di Enrico Cairoli nello  scontro di Villa Glori.
Instancabile e valoroso, Bossi seguì nuovamente Garibaldi nel 1870 in Francia, nel corso della guerra franco-prussiana, ma qui trovò la morte, in un bosco, nel corso di un temerario scontro con i prussiani.